# Galaxie à anneau

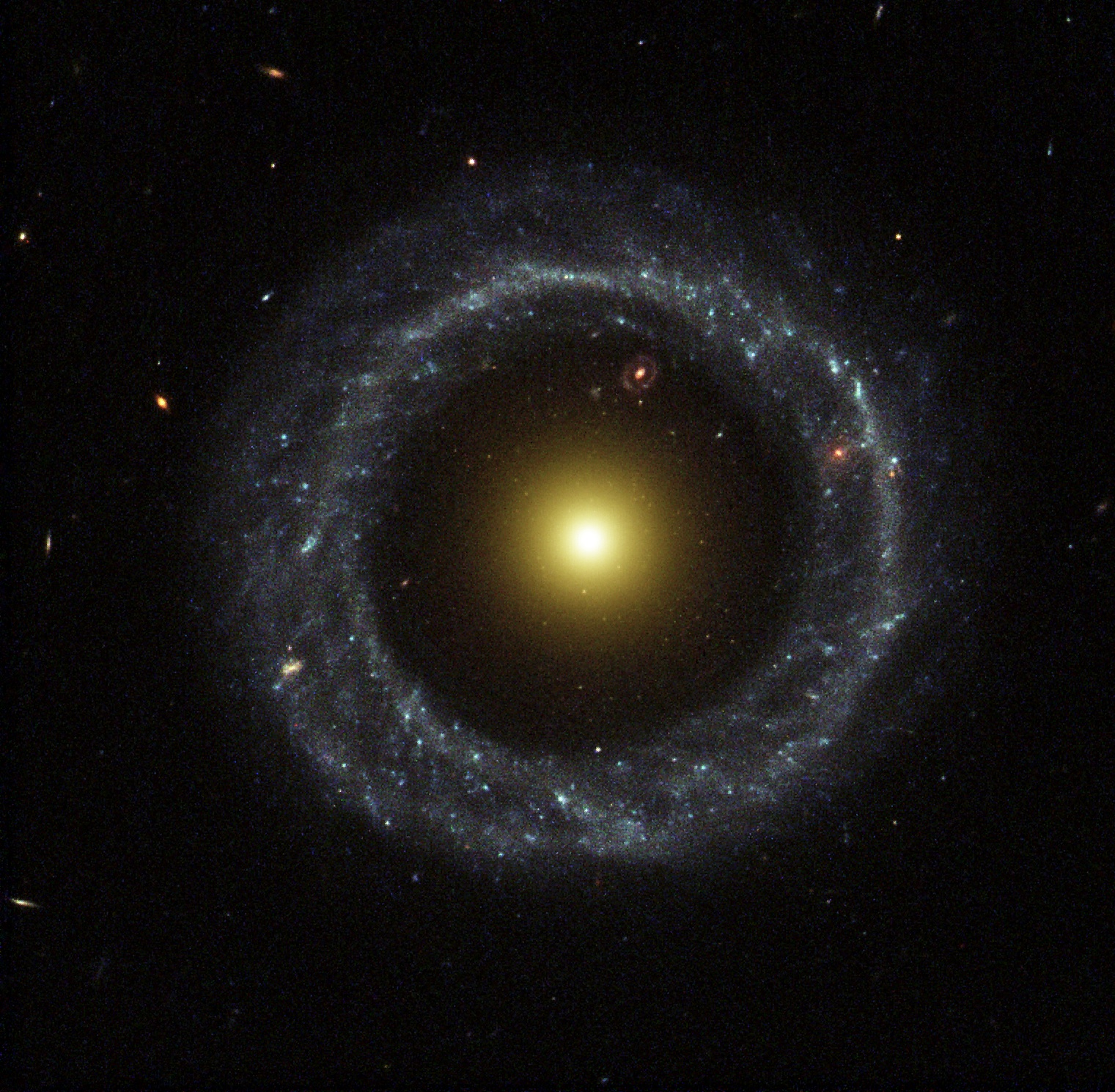
L'objet de Hoag, une galaxie à anneau.

Une galaxie à anneau est une galaxie ayant une forme d'anneau. L'anneau est constitué d'étoiles bleues massives et relativement jeunes, qui sont extrêmement brillantes. La région centrale contient de la matière relativement peu lumineuse. Certaines galaxies à anneau comportent deux ou trois anneaux au lieu d'un seul, et LEDA 1313424 en comporte neuf.
Les astronomes pensent que les galaxies à anneau se forment quand une galaxie traverse le centre d'une plus grande galaxie. Comme une galaxie est constituée essentiellement d'espace vide, cette « collision » conduit très rarement à des collisions réelles entre les étoiles. Cependant les perturbations gravitationnelles causées par un tel événement peuvent provoquer une onde de formation d'étoiles qui se propage à travers la plus grande galaxie.

## Exemples
- L'objet de Hoag, découvert par Art Hoag en 1950 est un exemple d'une telle galaxie.
- PGC 1000714, une autre galaxie à anneau de type Hoag.